# Alfred Strange
Alfred Henry Strange (Ripley, 2 aprile 1900 – Ripley, 3 ottobre 1978) è stato un calciatore inglese, di ruolo centrocampista che in tre occasioni, nel 1931, fu capitano dell'Inghilterra.

## Caratteristiche tecniche
Era un esterno destro.